# Hajde da se volimo
Hajde da se volimo jugoslavenska je komedija i mjuzikl. Prvi je od tri dijelova.

## Radnja filma
Film govori o pustolovinama Lepe Brene i Slatkog greha na njihovoj jugoslavenskoj turneji.

## Glumci

### Lepa Brena i Slatki greh
- Lepa Brena
- Saša Popović
- Dušan »Dule« Trifunčević
- Branislav »Bane« Mijatović
- Ljubiša Marković
- Živojin »Žile« Matić
- Zoran »Zoki« Radanov

### Ostali glumci
- Dragomir Bojanić »Gidra« – šofer Gile
- Milutin »Mima« Karadžić – menadžer Stevislav Jovanović
- Stevislav »Bule« Gončić – Bale
- Velimir »Bata« Živojinović – komandir Milanović
- Miodrag Andrić – policajac Milivoje
- Nikola »Kole« Angelovski – policajac Gaga
- Milan Štrljić – šef bande
- Boro Stjepanović – komandirov pomoćnik
- Danica Maksimović – šefica recepcije
- Tatjana Pujin – Tanja
- Mihajlo Viktorović – Tanjin otac
- Mladen Nedeljković – Tanjin brat
- Radoslava Marinković – službenica u hotelu
- Aleksandra Petković – mlada seljanka
- Milan Srdoč – »čika« Milija
- Predrag Milinković – prvi otmičar
- Dragomir Stanojević – drugi otmičar
- Mihajlo »Bata« Paskaljević – upravnik hotela
- Melita Bihali – Ruža Mrak